# Jean-Paul Habyarimana
Jean-Paul Habyarimana (né le 17 août 1982 à Bujumbura au Burundi) est un joueur de football international rwandais, qui évoluait au poste de milieu de terrain.

## Biographie

### Carrière en club
En club, il joue en faveur de l'Armée patriotique rwandaise.

### Carrière en sélection
Jean-Paul Habyarimana reçoit cinq sélections en équipe du Rwanda entre 2002 et 2004.
Il participe avec l'équipe du Rwanda à la Coupe d'Afrique des nations 2004 organisée en Tunisie.